# Dopasia sokolovi
Espèce
Synonymes
- Ophisaurus sokolovi Darevsky & Nguyen, 1983

Dopasia sokolovi est une espèce de sauriens de la famille des Anguidae.

## Répartition
Cette espèce est endémique du Viêt Nam. Elle se rencontre dans les provinces de Quảng Nam, de Gia Lai et de Lâm Đồng.

## Étymologie
Cette espèce est nommée en l'honneur de Vladimir Evgenevich Sokolov.

## Publication originale
- Darevsky & Nguyen, 1983 : New and little known lizard species from Vietnam. Zoologicheskii Zhurnal, vol. 62, no 12, p. 1827-1837.